# Clubkleuren

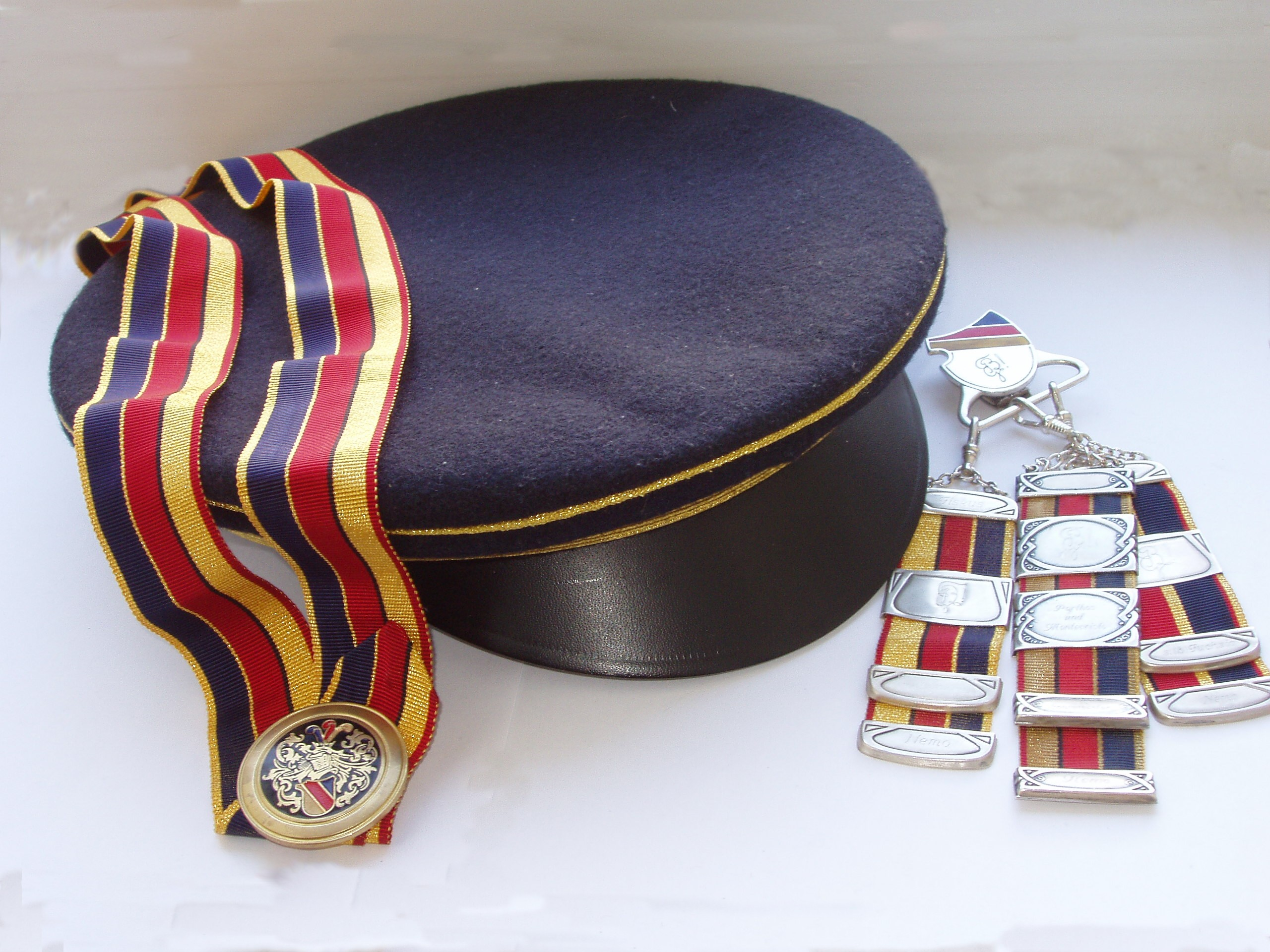
Studentenpet, lint en bierhangers van een Oostenrijkse studentenvereniging

Clubkleuren of couleur zijn attributen die door leden van traditionele studentenverenigingen gedragen worden om aan te duiden van welke vereniging zij lid zijn. Een dergelijke vereniging karakteriseert zichzelf dan ook als kleurdragend. Er bestaan verschillende attributen waarop clubkleuren worden getoond, maar de meest kenmerkende zijn hoofddeksels en linten.

## Duitsland, Oostenrijk en Zwitserland
In Duitstalig Europa bestaan verschillende typen studentenverenigingen die kleuren dragen, waaronder de Burschenschaften, het Corps, de Landsmannschaften en de katholieke studentenverenigingen. De Duitse verenigingen kennen een onderscheid in kleuren op het lint tussen de Burchsen (volwaardige leden) en de Füchse (aspirant-leden): de volwaardige leden hebben de volledige kleuren van de vereniging, terwijl de aspirant-leden vaak een van de verenigingskleuren missen op hun lint.

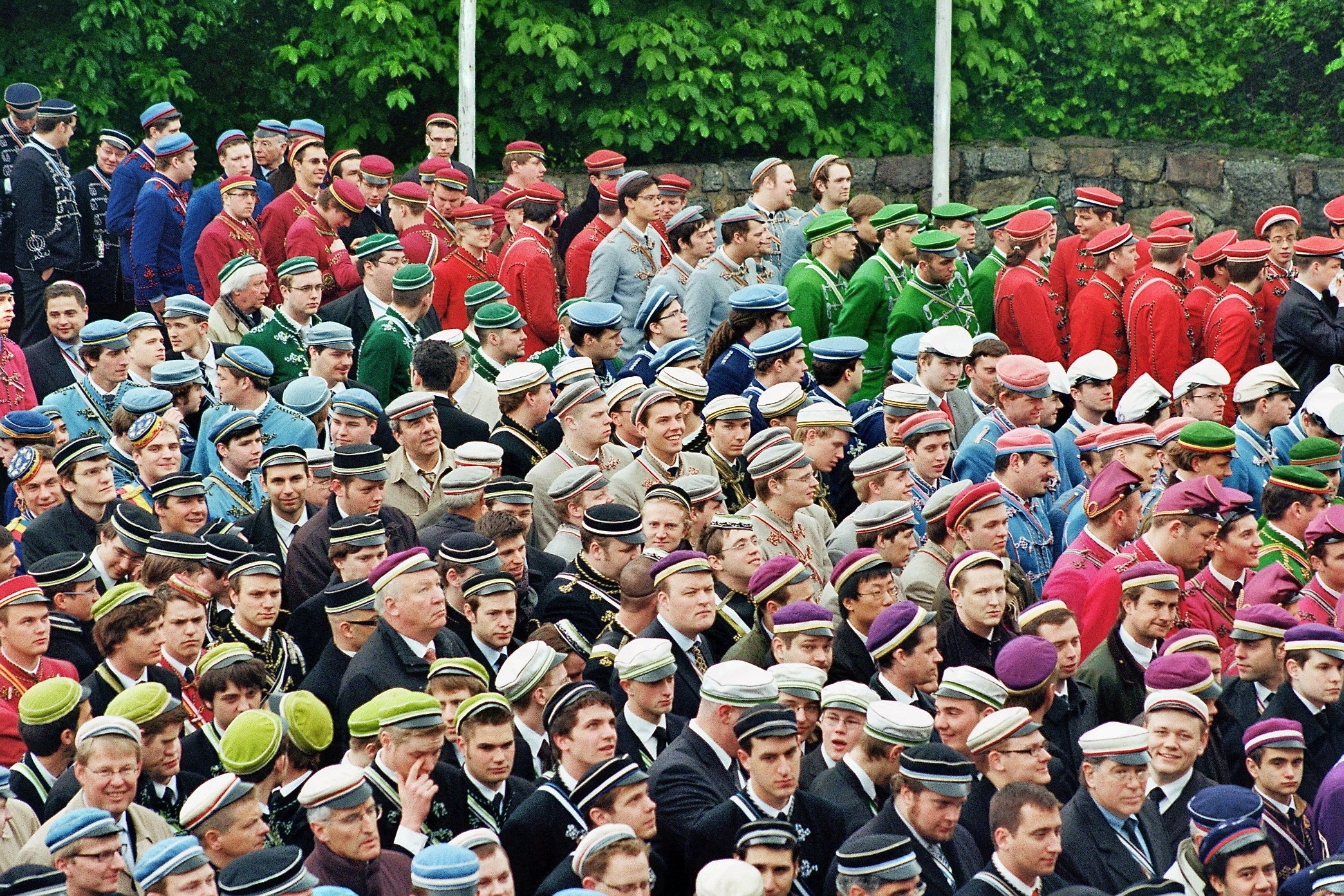
Corpsstudenten met de kleuren van hun verenigingen (2010)

De kleuren worden, naast op een lint, ook gedragen op hoofddeksels. Het meest voorkomende type hoofddeksel is de studentenpet of Mütze (Deckel in Zuid-Duitsland en Oostenrijk). Andere typen zijn de Stürmer en het Biertönnchen.

## Vlaanderen
In Vlaanderen kennen de meeste studentenverenigingen clubkleuren. Deze worden als lint gedragen. Studentenclubs hebben doorgaans ook een clubpetje of bierpetje (Tönnchen), ronde hoofddeksels met de clubkleuren en bovenop de zirkel van de vereniging. Bij traditionele studentenverenigingen, zoals KVHV, NSV!, KVHC Mereta en De Drakentemmers, wordt een zogeheten verbondspet gedragen met daarop de kleuren van de vereniging. Deze petten lijken qua vorm op de Duitse studentenpetten, die door Leuvens studentenleider Jef Van den Eynde in de vroege twintigste eeuw geïntroduceerd zijn. De hedendaagse verbondspet stamt echter uit 1931 en is minder stijf dan de Duitse petten.

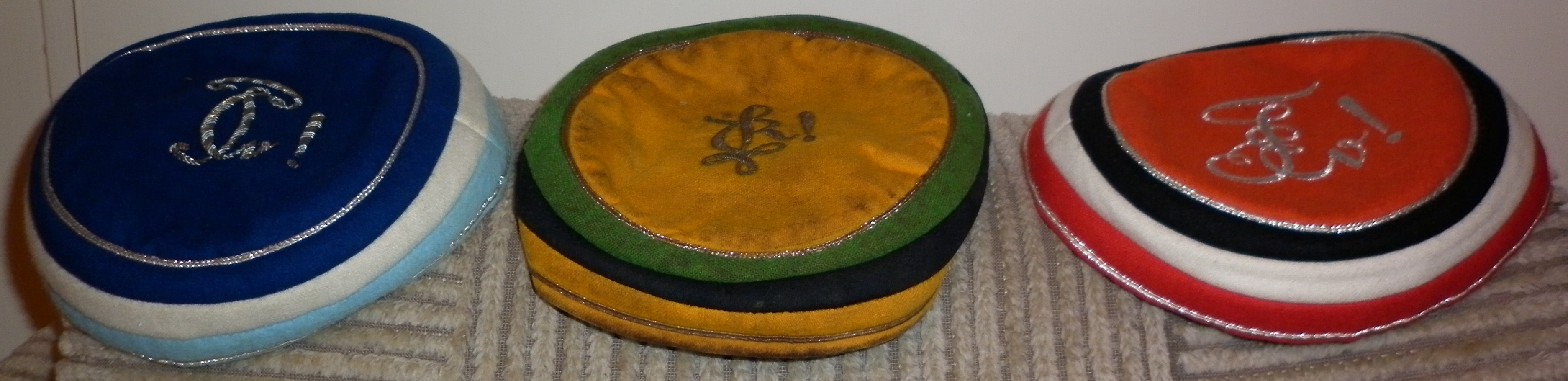
Tönnchen of bierpetten, een ander studentenhoofddeksel waarop de kleuren van een vereniging worden afgebeeld

Anders dan in Duitsland, kennen de Vlaamse verenigingen ook het praeseslint: een breder lint met daarop het wapenschild van de vereniging. Dit lint wordt gedragen door de praeses en oud-praesides van de vereniging. Ook anders dan in Duitsland is de wijze waarop schachten (aspirant-leden) kleuren dragen: zij dragen de volledige kleuren van de vereniging, maar dragen hun lint over hun linkerschouder in plaats van de rechterschouder. De schachtenmeester draagt over beide schouders een lint.

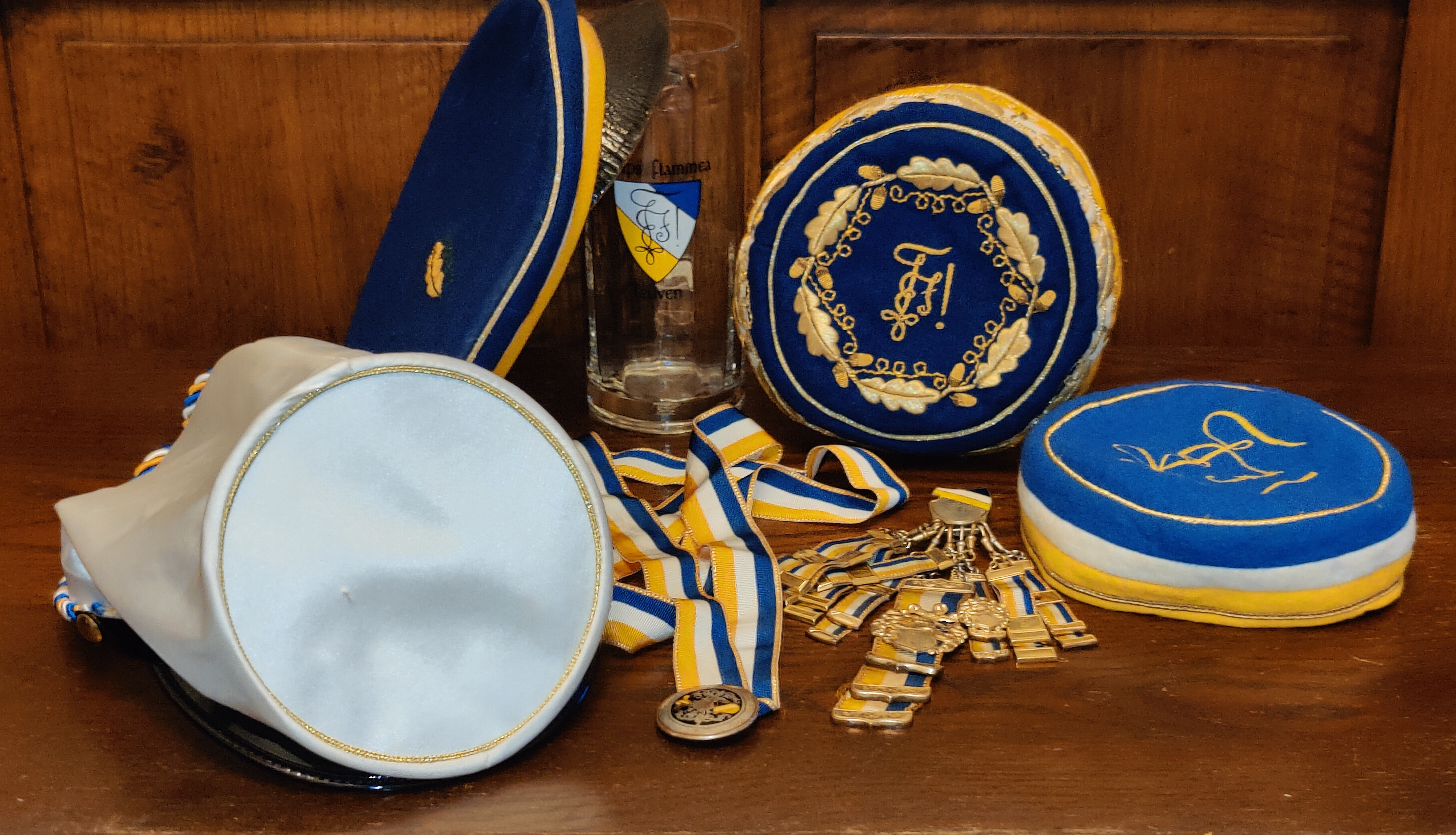
v.l.n.r. : Stürmer, pet, bierkroes, cerevis en tonnetje met in het midden lint (met bandknop) en zipfels

Leden van het Leuvense Corps Flaminea en KAV Lovania dragen hun kleuren naar de Duitse traditie, omdat deze verenigingen de Duitse studententradities volgen en aangesloten of verbonden zijn aan respectievelijk het Kösener Senioren-Convents-Verband en het Cartellverband.

## Nederland

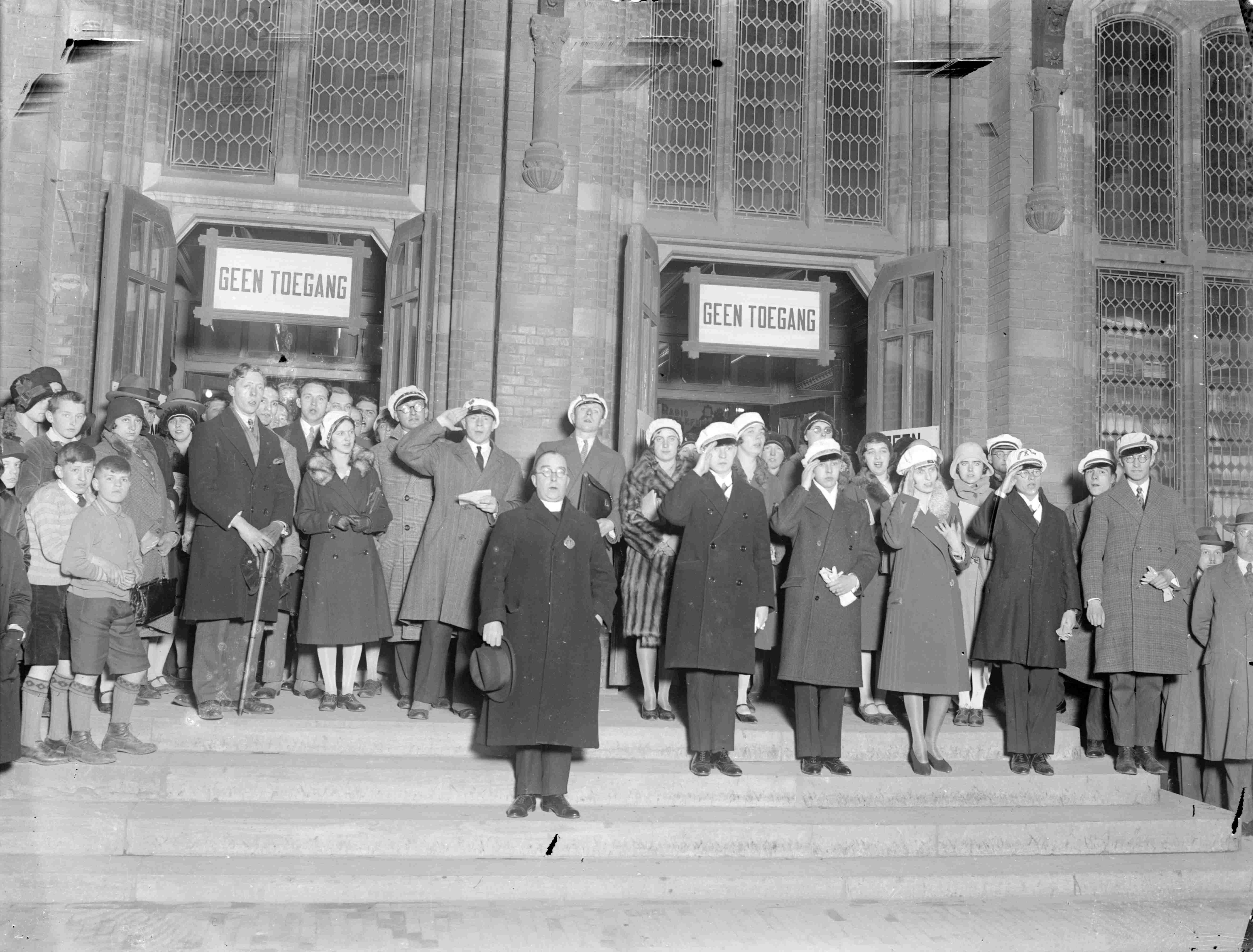
Nijmeegse studenten met studentenpetten

In Nederland ontstonden in de tweede helft van de 18de eeuw de zogenaamde faculteitskleuren, die gedragen werden op op bijvoorbeeld kokardes of strikken om hoofddeksels op plechtige gelegenheden. Zo werd in Utrecht bijvoorbeeld eind achttiende eeuw voor festiviteiten besloten tot het „dragen van zijden cocardes aan de hoeden en strikken aan de degens, onder bepaling van de onderscheiden koleur van elke faculteit." Bij het ontstaan van de corpora, werden deze faculteitskleuren overgenomen in de meeste corpswetten. Zij werden dan gebruikt bij rouw en funus, en vastgemaakt aan lidmaatschapsbullen en baretten.

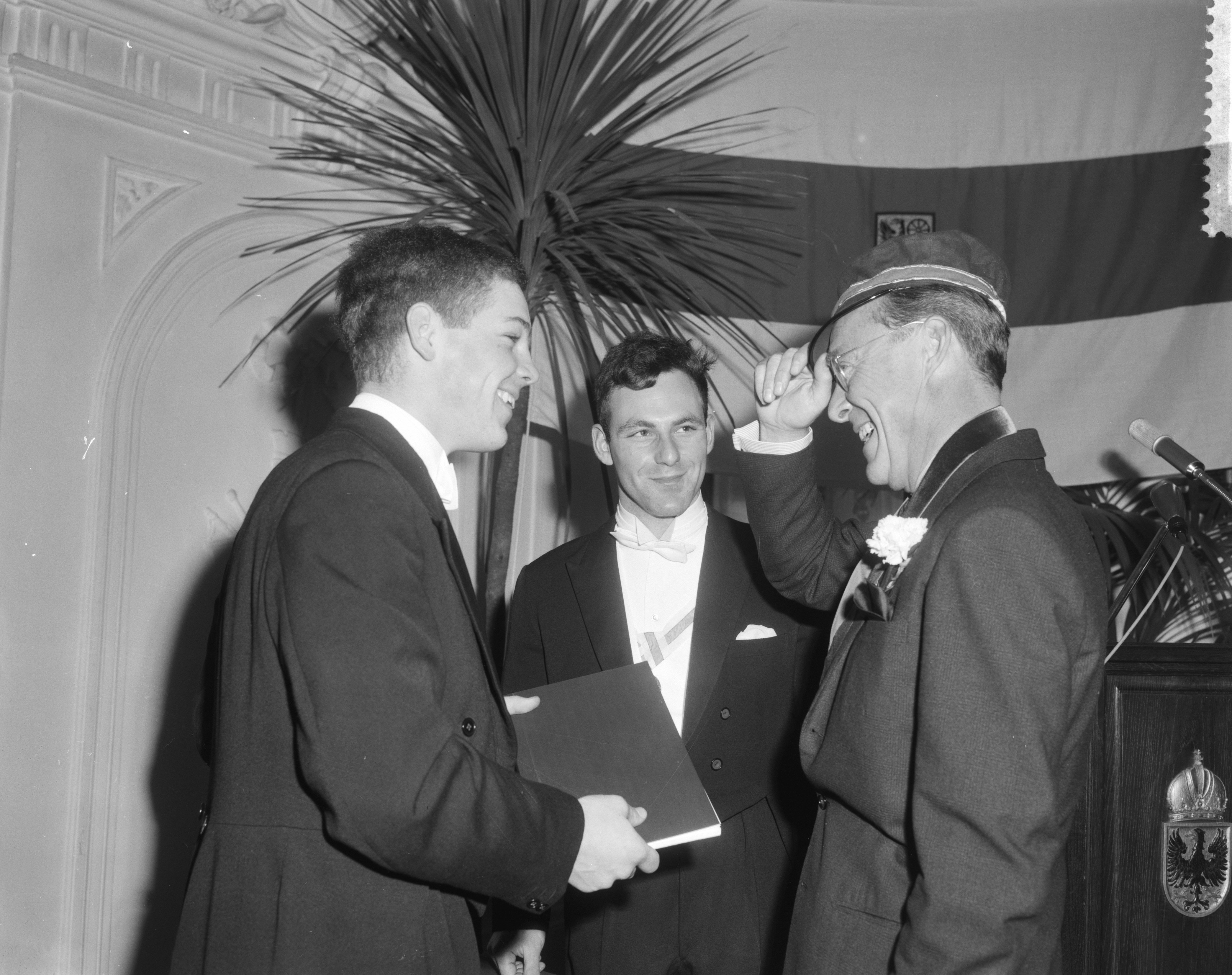
Prins Bernhard, ere-president van het Deventer Landbouw Corps, met zijn zojuist in ontvangst genomen corpspet

In de jaren '20 en '30 droegen studenten van het Nijmeegse corps kenmerkende witte petten. Ook werden er in Leiden in de vroege twintigste eeuw zogeheten 'faculteitspetjes' gedragen met daarop kleuren. Leden van het Deventer Landbouw Corps 'Nji-Sri' droegen ten minste tot in de jaren '60 nog zogeheten 'corpspetten'. Ook in Wageningen werden door het corps zulke corpspetten gedragen tot in elk geval in de jaren '50. Deze droegen de kleuren van de betreffende studierichting van de student, maar konden ook kenmerken van bepaalde commissies dragen.
Sinds 2021 dragen in Nederland leden van de Groot-Nederlandse Studentenvereniging studentenpetten en -linten met daarop kleuren van de vereniging.

## Baltische staten
In Estland, Letland en Litouwen bestonden van oudsher Duits-Baltische studentenverenigingen, die veelal dezelfde tradities hadden als de Duitse studentenverenigingen, en bestaan nog altijd Baltische studentenverenigingen, die gedeeltelijk de Duitse tradities hanteren en gedeeltelijk eigen tradities hebben. De belangrijkste hiervan is de Estse Studentenvereniging (Eesti Üliõpilaste Selts; EÜS). Deze vereniging heeft een rol gespeeld in de Estse onafhankelijkheidsstrijd en haar verenigingskleuren zijn de vlag van Estland geworden.